# Batak (Bułgaria)
Batak (bułg. Батак) – miasto w południowej Bułgarii, ośrodek administracyjny gminy Batak, którą, oprócz miasta, tworzą wsie Nowa machała (bułg. Нова Махала) i Fotinowo (bułg. Фотиново). Ogółem gminę zamieszkuje około 7520 mieszkańców.

## Geografia

### Położenie
Batak położony jest w północno-zachodniej części w Rodopów, w dolinie rzeki Stara Reka. Miasto otoczone jest wzgórzami (o wysokości przekraczającej o 100–200 m wysokość Bataka n.p.m.) pokrytymi lasami świerkowymi i sosnowymi, za nimi znajdują się góry należące do Bataszkiej Płaniny. Najbliższe Batakowi duże miasta w Bułgarii to Pazardżik i Płowdiw.

### Klimat
Klimat Bataka jest umiarkowany, jednak z uwagi na górskie położenie miasta posiada cechy klimatu alpejskiego. Średnia roczna temperatura powietrza wynosi około +8 do +15 °C, zimy są słoneczne z dużą ilością śniegu, zaś lata łagodne. Charakterystyczny dla regionu jest południowy wiatr, nazywany „białym wiatrem”.

## Historia

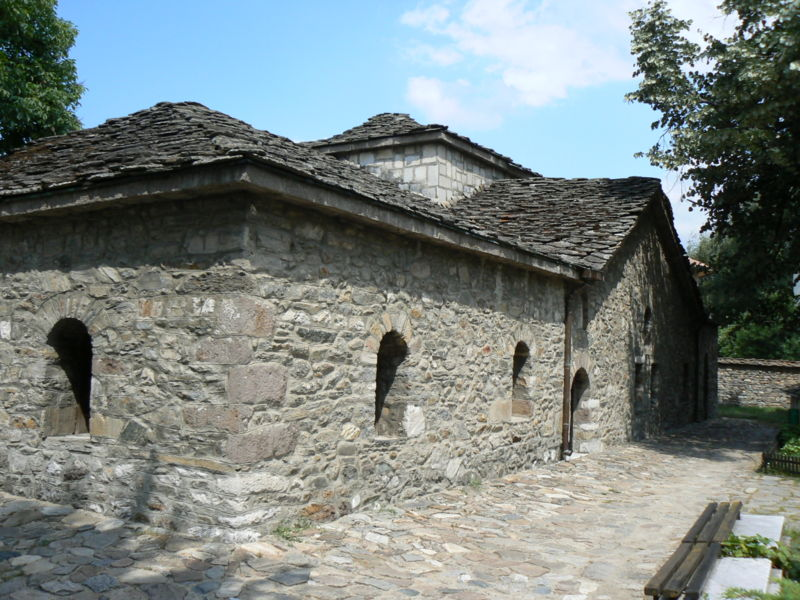
Cerkiew „Sweta Nedelja” w Bataku

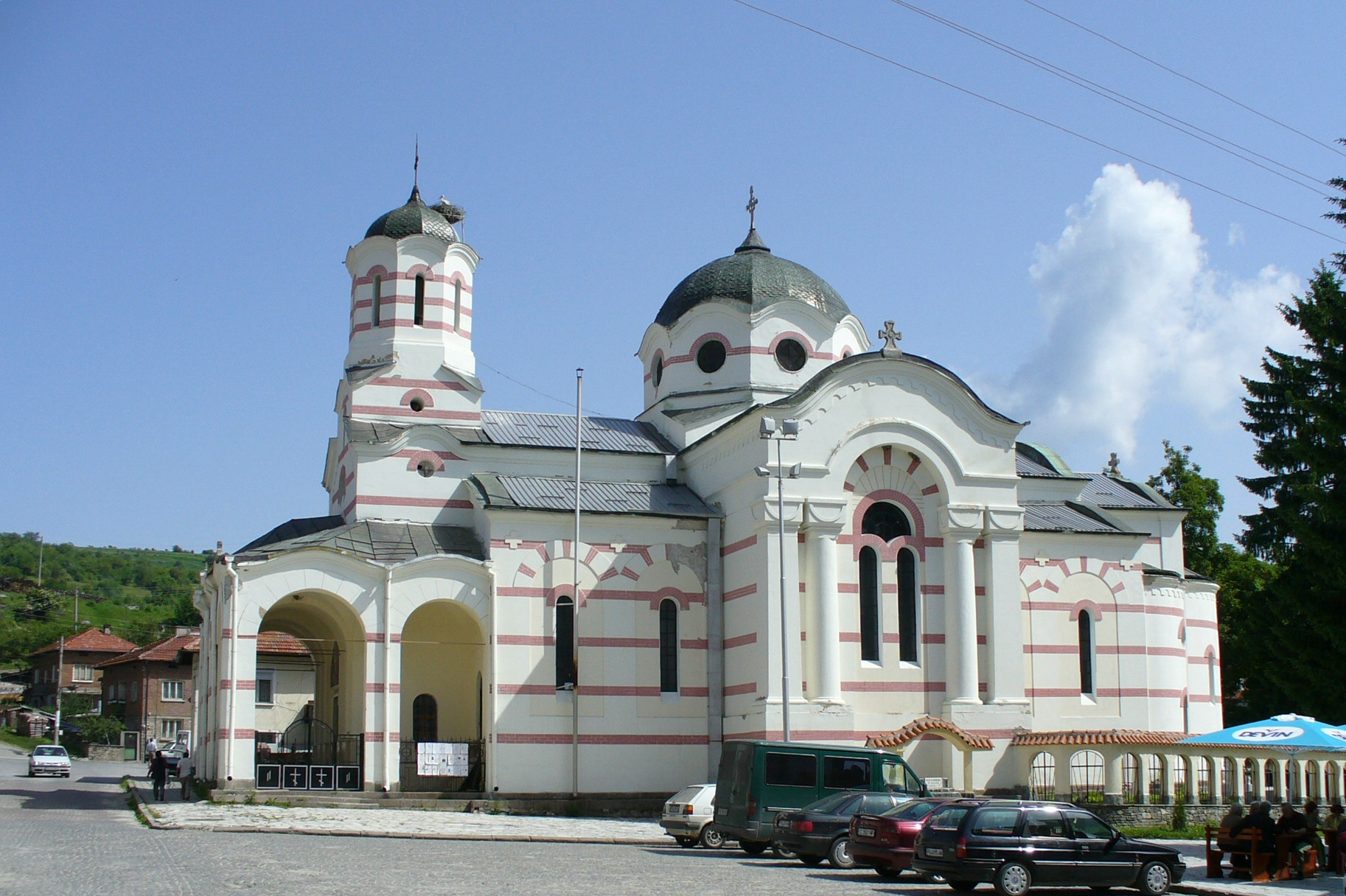
Cerkiew Św. Bogurodzica w Bataku

### Starożytność
Pierwsze ślady osadnictwa w regionie pochodzą z czasów starożytnych. W 1958 roku w miejscu nazwanym Kremene (bułg. Кремене) odkryto znaleziska z paleolitu. W okolicach Bataka znajdują się także pozostałości około dwudziestu twierdz, świątyń i monasterów z okresów panowania trakijskiego, rzymsko-trakijskiego, bizantyjskiego i słowiańskiego na tych terenach, a także liczne tracyjskie grobowce, rzymskie mosty, kopalnie, młyny i in. 
W jednej z jaskiń w rejonie Bataka zostały znalezione kości nosorożca, na podstawie których wywnioskowano, że w czwartorzędzie klimat Rodopów był cieplejszy niż obecnie.

### Założenie osady
Dokładna data powstania Bataka nie jest znana. Według niektórych źródeł, został on założony w XVI wieku przez Bułgarów uciekających z Kotliny Czepinskiej przed osmańską islamizacją. Obecnie pogląd ten uznaje się za nieprawdziwy i przyjmuje się, że osada powstała znacznie wcześniej. Dowodzić tego mają odkrycia pozostałości świątyń i monasterów spalonych przez Turków podczas narzucania islamu, a także inskrypcja na fontannie w Monasterze Św. Bogurodzicy w Kriczimie zbudowanej przez mieszkańców Bataku w 1592 roku, która wspomina wieś Batak. W XVI i XVII wieku w Bataku osiedliło się kilkadziesiąt bułgarskich rodów z różnych regionów zapoczątkowując materialny i kulturowy rozwój osady. Mimo islamizacji regionu i pojawienia się w nim tureckich osiedleńców, Batak najprawdopodobniej pozostał osadą czysto bułgarską. 
Geneza nazwy „Batak” nie jest dobrze poznana. Według legendy, pochodzi ona od imienia kniazia Batoja (bułg. Батой), bohaterskiego obrońcy twierdzy Cepina, jednak niektórzy historycy wiążą ją raczej z osadą o nazwie Potok, założoną między XI a XIII wiekiem przez Połowców. 

### Batak w okresie panowania osmańskiego
Bułgarskie osady w obszarze północnych Rodopów były szczególnie dotkliwie prześladowane przez Turków, którzy usiłowali je zislamizować. W tym okresie Batak i jego okolice zasłynęły jako region, w którym działało wielu hajduków szukających zemsty na Turkach. Od ich imion pochodzą legendy oraz geograficzne nazwy takie jak Hajduszka Skała (bułg. Хайдушка скала), szczyt Hajduszka Polana (bułg. Хайдушка поляна), Szczyt Szabli (bułg. Саблен връх), Krwawy Strumień (bułg. Кървав чучур) i in.
W okresie Bułgarskiego Odrodzenia Narodowego (XVIII-XIX wiek) Batak rozwinął się ekonomicznie i kulturowo. Liczne i dobrze prosperujące tartaki i warsztaty stolarskie dostarczały deski i drewnane belki, które następnie sprzedawano w Pazardżiku, Płowdiwie, Kawale, Dramie, Salonikach, Izmirze i Aleksandrii. Oprócz materiałów drewnianych, w Bataku wytwarzano również abaje, wełnę, skóry, produkty mięsne, tłuszcze zwierzęce i in. Do rozwoju osady przyczyniło się także jej korzystne położenie na szlaku łączącym Macedonię z Tracją, które doprowadziło do powstania licznych karczm. Batak nie tylko się bogacił, ale stawał się również ośrodkiem kulturalnym. W 1813 roku mieszkańcy wybudowali w ciągu 75 dni (zarządca osmański wydał zezwolenie na co najwyżej trzymiesięczną budowę) cerkiew „Sweta Nedelja” (bułg. Света Неделя), zaś w 1835 świecką szkołę. Z Bataka wywodziło się wielu aktywnych uczestników Odrodzenia Narodowego Bułgarii, jak np. egzarcha Józef I, igumeni Rilskiego Monastyru Kirił i Nikifor, autor jednego z pierwszych bułgarskich elementarzy Georgi Busilin, wydawca książek Dragan Manczow i in.
Wybuch nastrojów niepodległościowych w Bułgarii w 1876 roku nie ominął Bataka. 21 lutego do wsi przybył agitator Panajot Wołow, zaś na słynnym zebraniu konspiratorów w Oboriszte zdecydowano, że Batak stanie się jednym z głównych ośrodków planowanego powstania. Dzień po wybuchu powstania kwietniowego, 21 kwietnia 1876, w domu Petyra Goranowa odbyło się zebranie aktywistów komitetu powstańczego, a 22 kwietnia Batak przyłączył się do insurekcji. 30 kwietnia wieś została otoczona przez wojska osmańskie w większości składające się z wywodzących się z Pomaków baszybuzuków. Po kilkudniowych walkach ocaleli obrońcy schronili się w cerkwi „Sweta Nedelja”, która po kolejnych trzech dniach oblężenia została podpalona. Ogółem około 3-5 tys. powstańców i mieszkańców wsi zostało zamordowanych, zaś sama miejscowość spalona. Wieść o rzezi w Bataku rozeszła się po Europie dzięki zagranicznym dziennikarzom, którzy przybyli na te tereny po powstaniu. Stała się ona jedną z przyczyn wybuchu wojny rosyjsko-tureckiej w 1877 roku, w efekcie której Bułgaria odzyskała niepodległość.

### Batak współcześnie
Choć ocaleli z pogromu mieszkańcy Bataka już w 1876 roku rozpoczęli odbudowę osady, zgliszcza po pożarach istniały jeszcze przez wiele dziesięcioleci. Od 1964 roku w miejscowości stwarzano podwaliny zabudowy miejskiej, a w 1974 oficjalnie ogłoszono Batak miastem. Od 1977 roku jest ono ośrodkiem gminnym.

## Znakomitości
Znane osobistości pochodzące z Bataka:
- Todor Banczew (zm. 1877) – hajduk, bojownik o niepodległość Bułgarii,
- Josif Stroitelia (1766-1860) – igumen Rilskiego Monasteru,
- Georgi Busilin (1823-1845) – autor bułgarskiego elementarza,
- Dragan Manczow (1824-1908) – księgarz, wydawca,
- Petyr Goranow (1829-1925) – działacz niepodległościowy,
- Angeł Marin (ur. 1942) – wiceprezydent Bułgarii od 2002 r.,
- Katja Czukowa (ur. 1932) – aktorka,
- Sneżana Genewa – artystka.

## Gospodarka
Podstawą gospodarki Bataka są przemysł drzewny oraz leśnictwo. W latach 50. XX wieku w okolicach Bataka wybudowano kompleks zbiorników wodnych z zaporami oraz siłowniami wodnymi zdolnymi wyprodukować ok. 230 MWe elektryczności.

## Kultura i turystyka
W Bataku znajduje się Muzeum Historyczne otwarte w 1956 roku, które prezentuje eksponaty dotyczące historii regionu. Muzeum wpisane jest na listę „Stu Narodowych Obiektów Turystycznych” Bułgarii (bułg. Сто национални туристически обекта). Oprócz miejsc związanych z historią miasta (Cerkiew „Sweta Nedelja” i in.) Batak posiada atrakcyjne dla turystów obiekty przyrodnicze oraz związane z kompleksem zbiorników i zapór wodnych.